# Експерт
Експерт (від лат. expertus — досвідчений) — фахівець, який здійснює експертизу.

## В юридичному значенні
Експерт (судовий експерт) — особа, що володіє спеціальними знаннями, яку залучають органи досудового розслідування, суд для проведення експертизи. Процесуальним законодавством визначені підстави і умови проведення експертизи, права і обов'язки експерта.
Українське законодавство надає певну кількість визначень поняття «експерт», а саме:
Експертом є особа, якій доручено провести дослідження матеріальних об'єктів, явищ і процесів, що містять інформацію про обставини справи, і дати висновок з питань, які виникають під час розгляду справи і стосуються сфери її спеціальних знань.
Експертом є особа, яка має необхідні знання та якій в порядку, встановленому цим Кодексом, доручається дати висновок з питань, що виникають під час розгляду справи і стосуються спеціальних знань цієї особи, шляхом дослідження матеріальних об'єктів, явищ і процесів, що містять інформацію про обставини у справі.
Експертами є фізичні особи, які мають високу кваліфікацію, спеціальні знання і безпосередньо здійснюють наукову чи науково-технічну експертизу та несуть персональну відповідальність за достовірність і повноту аналізу, обгрунтованість рекомендацій відповідно до вимог завдання на проведення експертизи.
Експерт - висококваліфікований спеціаліст, який має вищу освіту, відповідну кваліфікацію і професійні знання з питань, що досліджуються, виконує службові обов'язки, пов'язані з провадженням діяльності у відповідній  галузі, безпосередньо проводить експертизу та несе персональну відповідальність за достовірність і повноту аналізу, обґрунтованість висновків відповідно до завдання на проведення експертизи.
Судовими експертами можуть бути особи, які мають необхідні знання для надання висновку з досліджуваних питань.
Судовими експертами державних спеціалізованих установ можуть бути фахівці, які мають відповідну вищу освіту, освітньо-кваліфікаційний рівень не  нижче  спеціаліста, пройшли відповідну підготовку та отримали кваліфікацію судового експерта з певної спеціальності.
Судові експерти, які не є працівниками державних спеціалізованих установ, можуть залучатися до проведення судових експертиз за умови, що вони мають відповідну  вищу освіту, освітньо-кваліфікаційний рівень не нижче спеціаліста,  пройшли відповідну  підготовку в державних спеціалізованих установах Міністерства юстиції України, атестовані та отримали кваліфікацію судового експерта з певної спеціальності.
Атестовані судові експерти включаються  до державного реєстру атестованих судових експертів, ведення якого покладається на Міністерство юстиції України.

## В пресі
В українській пресі експертом називають будь-яку людину, яка дала розгорнутий коментар з теми. Приміром, УНІАН назвала експертом мольфара, який на картах таро визначав рік закінчення бойових дій.

## Експертний потенціал
Основні показники експертного потенціалу:
- Високий рівень інтелекту
- Значний досвід роботи
- Визнання колег
- Активна наукова діяльність
- Існування публікацій у престижних виданнях
- Престижна освіта
- Високий особистий статус